# ميدان جمال عبد الناصر
ميدان جمال عبد الناصر أو «دوار الداخلية» ميدان يقع في قلب العاصمة الأردنية عمان وتحديداً في منطقة العبدلي وفقاً لتقسيمات أمانة عمان الكبرى المناطقية، ويربط بين مناطق جبل الحسين والعبدلي وشارع الاستقلال والمدينة الرياضية والشميساني وجبل عمان، ويعتبر أحد شرايين الحياة الرئيسة فيها.

## التسمية
وقبل أن يتم تغيير الاسم إلى «ميدان جمال عبد الناصر» نسبة للرئيس المصري الراحل، كان الميدان يسمى دوار الداخلية نظراً لوجود وزارة الداخلية في الميدان قبل أن تنتقل إلى مكان قريب ويصبح مقرها السابق مقرا لمحافظة العاصمة. وبعد وفاة الرئيس المصري جمال عبد الناصر أمر الملك الحسين بن طلال بتسمية الدوار باسمه

## الوصف
ويعلو الميدان جسر يربط بين من مناطق المدينة الرياضية وجبل الحسين والعبدلي بثلاثة اتجاهات، ويقع أسفله نفق باتجاهين يربط بين شارع الاستقلال، ومناطق الشميساني، وجبل عمان.

## المباني المحيطة
قبل بداية النهضة العمرانية فلي عمانن كان مجمع بنك الإسكان هو أحد ابرز المعالم التي ترتبط بدوار الداخلية، واصبح الآن يحيط بالدوار عدد من المباني الحيوية إضافة لمبنيي وزارة الداخلية ومحافظة العاصمة، منها مبنى وكالة الأنباء الأردنية (بترا)، وعدد من أهم الفنادق الكبرى إضافة لقربه من أربعة مستشفيات خاصة، واتصاله بمنطقة جبل الحسين المعروفة بأنها من أهم مناطق التسوق في العاصمة عمان، ويعتبر الميدان حلقة وصل بين مناطق عمان الغربية والشرقية، وبين شمال وجنوب عمان، كما يعتبر إحدى نقاط المواصلات العامة الرئيسة في العاصمة عمان.
ويقع بالقرب منه متحف المشير حابس المجالي، أيضا وبالقُرب من دوار الداخلية تتواجد مباني وزارة التنمية الاجتماعية، وهيئة الاوراق المالية، والبورصة، والمكتبة الوطنية، ومدينة الملاهي.

## خطوط النقل
بالقرب من الدوار يقع مواقف سرفيس لثلاثة خطوط تذهب إلى وسط البلد، ومجمع المحطة، والعبدلي الدائري، وجسر المربط «النشا «وجبل عمان الدوار الثالث، والحافالات المتجهة إلى صويلح والسلط والبقعة والزرقاء ومجمع الشمال.